# Zeerust
Zeerust es una localidad sudafricana de la provincia del Noroeste.

## Geografía
Está ubicada al oeste de Pretoria y al noreste de Mahikeng, en el fértil valle de Marico.

## Historia
La localidad habría sido fundada en la década de 1860. Tras la liberación de Mafeking, el 17 de mayo de 1900, Zeerust fue ocupada por los británicos bajo el mando del general Baden-Powell.
En el pasado pertenecía al Transvaal. A comienzos del siglo XX, en 1904, tenía contabilizada una población de 1945 habitantes. Se cultivaban principalmente trigo y avena, además de numerosos árboles frutales. En los alrededores había hay minas de plomo, zinc y plata y, al sur, yacimientos de oro. La conexión ferroviaria con Pretoria se estableció en 1907.